# Werner Walter Weinstötter
Werner Walter Weinstötter, bekannt als WeWaW, (* 4. April 1914 in Müllheim; † 20. Dezember 2000 in Nürnberg) war ein deutscher Verleger und Modelleisenbahn-Journalist.

## Leben
Weinstötter entwickelte ein Interesse an Modelleisenbahnen, während er im Zweiten Weltkrieg seinen Militärdienst in der Luftwaffe leistete. Da sich nach dem Ende des Krieges in seinem erlernten Beruf als Gastronom und Hotelfachmann keine Verdienstmöglichkeiten boten, begann er in Nürnberg mit der Herstellung von Holzspielzeug. Als er Zugang zu amerikanischen und britischen Modellbahnzeitschriften erlangte, gelangte er zu der Auffassung, dass eine vergleichbare deutschsprachige Publikation fehlte. Da Weinstötter bereits Erfahrungen als Verfasser von Presseartikeln besaß, sah er die Möglichkeit, selber eine solche Zeitschrift ins Leben zu rufen. Gemeinsam mit zwei weiteren Interessierten gründete er als Chefredakteur die Zeitschrift Miniaturbahnen (kurz als Miba bezeichnet), deren erste Ausgabe im September 1948 erschien. Da Weinstötter die für die Gründung eines eigenen Verlags erforderliche Lizenz der US-Militärregierung nicht erhielt, wurde die Miba in ihrer Anfangszeit vom Nürnberger Verlag Frauenwelt herausgebracht. Nach der Aufhebung der Lizenzpflicht in der Bundesrepublik Deutschland am 21. September 1949 gründete Weinstötter den Miba-Verlag, in dem die Zeitschrift fortan erschien.
Während die Miba in den 1950er Jahren erfolgreich wurde und unter Modellbahnern weite Verbreitung fand, wurde Weinstötter zugleich auch in seinem ursprünglichen Beruf tätig: Er eröffnete im Oktober 1954 in Nürnberg das Bijou, ein gehobenes Konzert-Café in einem im Stil der Zeit errichteten und ausgestalteten Neubau am Spittlertorgraben 39. 1959 verpachtete er das Bijou, übernahm 1969 den Betrieb vorübergehend noch einmal selber, verpachtete das Café erneut und verkaufte es 1979 schließlich.
1983 gab Weinstötter sowohl die Leitung des Verlags als auch die Position als Chefredakteur ab und zog sich ins Privatleben zurück. Er verstarb im Dezember 2000, doch auf seinen eigenen Wunsch gaben seine Angehörigen seinen Tod erst nach Ende der Nürnberger Spielwarenmesse 2001 bekannt.